# Bataille de Bosra
Guerre civile syrienne
Batailles
La bataille de Bosra a lieu du 20 au 25 mars 2015 lors de la guerre civile syrienne. Elle s'achève par la prise de la ville de Bosra par les rebelles syriens.

## Déroulement

Offensive rebelle sur Bosra :
Zone contrôlée par le gouvernement syrien et ses alliés
Zone contrôlée par les rebelles
Zone contestée

Le 20 mars 2015, les rebelles syriens du Front du Sud attaquent la ville antique de Bosra, inscrite au Patrimoine mondial de l'UNESCO et célèbre pour son théâtre romain et des ruines paléochrétiennes,. Le même jour, l'armée de l'air syrienne lâche 12 barils d'explosifs sur les quartiers conquis par les rebelles. Les assaillants se heurtent également des miliciens des Forces de défense nationale et des Comités de défense populaire défendant les quartiers chiites qui représentent près de la moitié de la ville. Le matin du 25 mars, après quatre jours de combats, les rebelles s'emparent de la totalité de Bosra.

## Pertes
Les pertes rebelles sont de 21 morts selon l'Observatoire syrien des droits de l'homme (OSDH).

## Suites
Les rebelles poursuivent leur progression dans la jours qui suivent. Le 1er avril, ils s'emparent de Nassib, le dernier poste-frontière avec la Jordanie qui était encore aux mains du régime,.